# معركة
المعركة (وجمعها معارك) هي صراع بين مجموعتين أو أكثر، وعادة ما تقام المعارك في سياق الحروب، ويتفاوت عدد المقاتلين ويتغير للغاية، فيمكن أن يتراوح بين عدد قليل من الأفراد في كل معسكر إلى مئات الآلاف، وتنتهي المعركة غالبا بفوز أحد الطرفين، إما بالقضاء على الخصوم أو انسحابهم.

## الخصائص
لقد كانت السمة المميزة للمعركة كمفهوم في العلوم العسكرية ديناميكيةً خلال مسار التاريخ العسكري، إذ تغيرت مع التغيرات في تنظيم وتوظيف القوات العسكرية وتقدم التكنولوجيا الخاصة بها.
في حين اقترح المؤرخ العسكري الإنجليزي السير «جون كيجان» تعريفًا مثاليًا للمعركة على أنها «شيء يحدث بين جيشين يؤدي إلى التفكك المعنوي ثم الجسدي لأحدهما أو الآخر»، نادرًا ما يمكن تلخيص أصول المعارك ونتائجها بدقة.
بشكل عام، كانت المعركة خلال القرن العشرين، ولا تزال، مُحددة من خلال القتال بين القوات المعارضة التي تمثل المكونات الرئيسية لإجمالي القوات المنخرطة في الحملة العسكرية، لتحقيق أهداف عسكرية محددة. عندما تكون مدة المعركة أطول من أسبوع، فغالبًا ما يكون ذلك بسبب ما يُطلق عليه اسم «عملية» والتي يخطط لها «ركن تخطيط العمليات». يمكن تخطيط المعارك أو مواجهتها أو فرضها من قِبل إحدى القوى على الأخرى عندما تكون الأخيرة غير قادرة على الانسحاب من القتال.
دائمًا ما تكون غاية المعركة هي تحقيق هدف المهمة باستخدام القوة العسكرية. يُحقق النصر في المعركة عندما يجبر أحد الطرفين المتعارضين الطرف الآخر على التخلي عن مهمته والاستسلام، واندحار القوات (أي، إجبارها على التراجع أو جعلها غير فعالة عسكريًا للقيام بالمزيد من العمليات القتالية)، أو حتى إبادة القوات بالكامل ما يؤدي إلى موتها أو أسرها. مع ذلك، قد تنتهي المعركة بـ «نصر بيروسي»، الذي يصب في النهاية في مصلحة الطرف المهزوم. إذا لم يُتَوَصَّل إلى حل في المعركة، فقد يؤدي ذلك إلى «طريق مسدود عسكريًا». غالبًا ما يقود الصراع الذي لا يرغب أي طرف فيه بالتوصل إلى قرار من خلال المعركة التقليدية إلى عصيانٍ ضد السلطة.